# Inginsaari (ö i Norra Savolax)
Inginsaari är en ö i Finland. Den ligger i sjön Nilakka och i kommunen Keitele i den ekonomiska regionen  Övre Savolax ekonomiska region  och landskapet Norra Savolax, i den centrala delen av landet, 300 km norr om huvudstaden Helsingfors. Öns area är 46,4 hektar och dess största längd är 1,5 kilometer i sydöst-nordvästlig riktning.